# Biella
Biella je severoitalské město v regionu Piemont, hlavní město stejnojmenné provincie, ležící na úpatí Západních Alp a sídlo římskokatolické diecéze v arcidiecézi Vercelli.
V roce 2019 zde žilo 43 812 obyvatel.

## Historie
Osídlení oblasti bylo převážně keltské, Římané je ovládli v 1. století a vystavěli město nazývané Bugella Civitas. Ve 3.-4. století přišli první křesťané, ve 4. století biskup svatý Eusebius založil první svatyni. Podle listiny z roku 826 římský císař Ludvík I. Pobožný, syn Karla Velikého, dal městov léno hraběti Busonovi. V 10. století město obývali Alemani, Lombardové a Frankové, kteří postavili první městské hradby na obranu proti barbarům. V tomto období byla postavena také první katedrála sv. Štěpána.
Během 19. století bylo ve městě založeno několik průmyslových podniků, například textilní továrna Cerruti na zpracování vlny a módní konfekci, nebo dosud úspěšný keramický závod Gabbianelli na obkladačky a kachlíčky. Roku 1846 byl otevřen pivovar Menabrea, který vaří vyhlášenou značku světlého i černého piva ležáku. 
Během druhé světové války byly město a okolní kopce dějištěm mnoha bojů partyzánů s nacisty.

## Sousední obce
Andorno Micca, Candelo, Fontainemore, Gaglianico, Occhieppo Inferiore, Occhieppo Superiore, Pettinengo, Pollone, Ponderano, Pralungo, Ronco Biellese, Sagliano Micca, San Paolo Cervo, Sordevolo, Tollegno, Vigliano Biellese, Zumaglia

## Památky
- Baptisterium – románská cihlová rotunda s křestním bazénkem uprostřed
- Katedrála sv. Štěpána (Il Duomo di San Stefano) – gotická bazilika s portikem dokončená roku1402
- Kostel sv. Šebestiána (Chiesa di San Sabastiano) - původem románský kostel je zasvěcen patronovi města, jeho věž (kampanila) je dominantou městského panaoramatu
- Kostel sv. Blažeje (Chiesa di San Biaggio in Vernato) –
- Oropa – místní část; patří k nejvýznamnějším poutním místům Piemontu; poutní areál zahrnuje dva marianské kostely: starý (antico) a novější barokní, obklopený poutním ambitem s regionálním muzeem a galerií; vede k nim cesta s kaplemi Kalvárie a Narození Páně; roku 2003 byla Oropa prohlášena za součást Světového dědictví UNESCO.
- Santuario – mladší poutní kostel Panny Marie; na hlavním oltáři stojí dřevěná soška černé madony, roku 1620 ji papežskou korunou korunoval kardinál Pallavicini
- Sacro Monte di Oropa (Svatá Hora Oropa) - poutní vrch se dvěm kostely a řadou kaplí se sochami, z roku 1617.

## Sport
- Město bylo dvakrát cílem etapy cyklistického závodu Giro d'Italia (1964, 1996) a v roce 2007 se jela časovka do Orosy.
- V halách tenisového areálu byl roku 2021 uspořádán první ročník otevřeného mužského tenisového turnaje ATP Biella Challenger.

## Osobnosti města
- Michelangelo Pistoletti (* 1933), výtvarník, performér a teoretik umění; založil Fondazione Pistoletti (1994), v projektu Arte povera provozuje od roku 1996 ve zrušeném objektu textilní továrny kulturní akce pod názvem Město umění (Citta dell'arte), mj. divadlo a výstavy výtvarného umění
- Alberto Gilardino (* 1982), fotbalista

## Partnerská města
- Arequipa, Peru
- Kirjú, Japonsko
- Tourcoing, Francie
- Wej-chaj, Čína

## Galerie

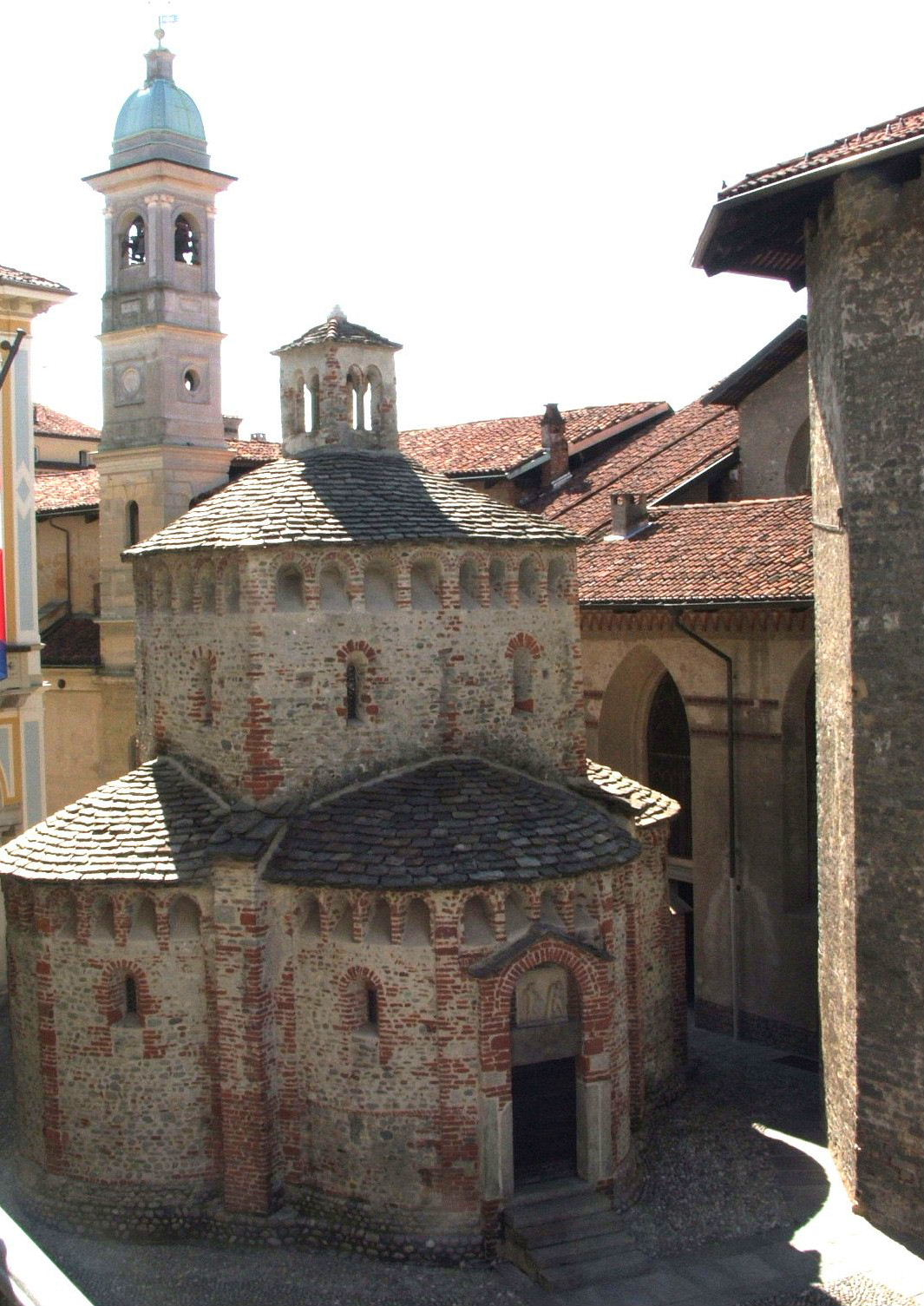
Románské baptisterium
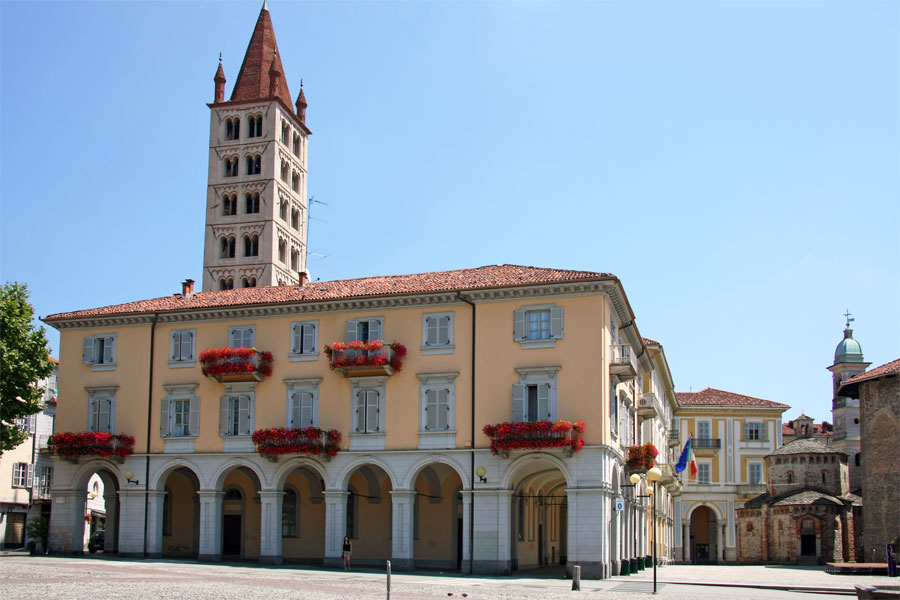
Centrum s věží kostela sv. Šebestiána
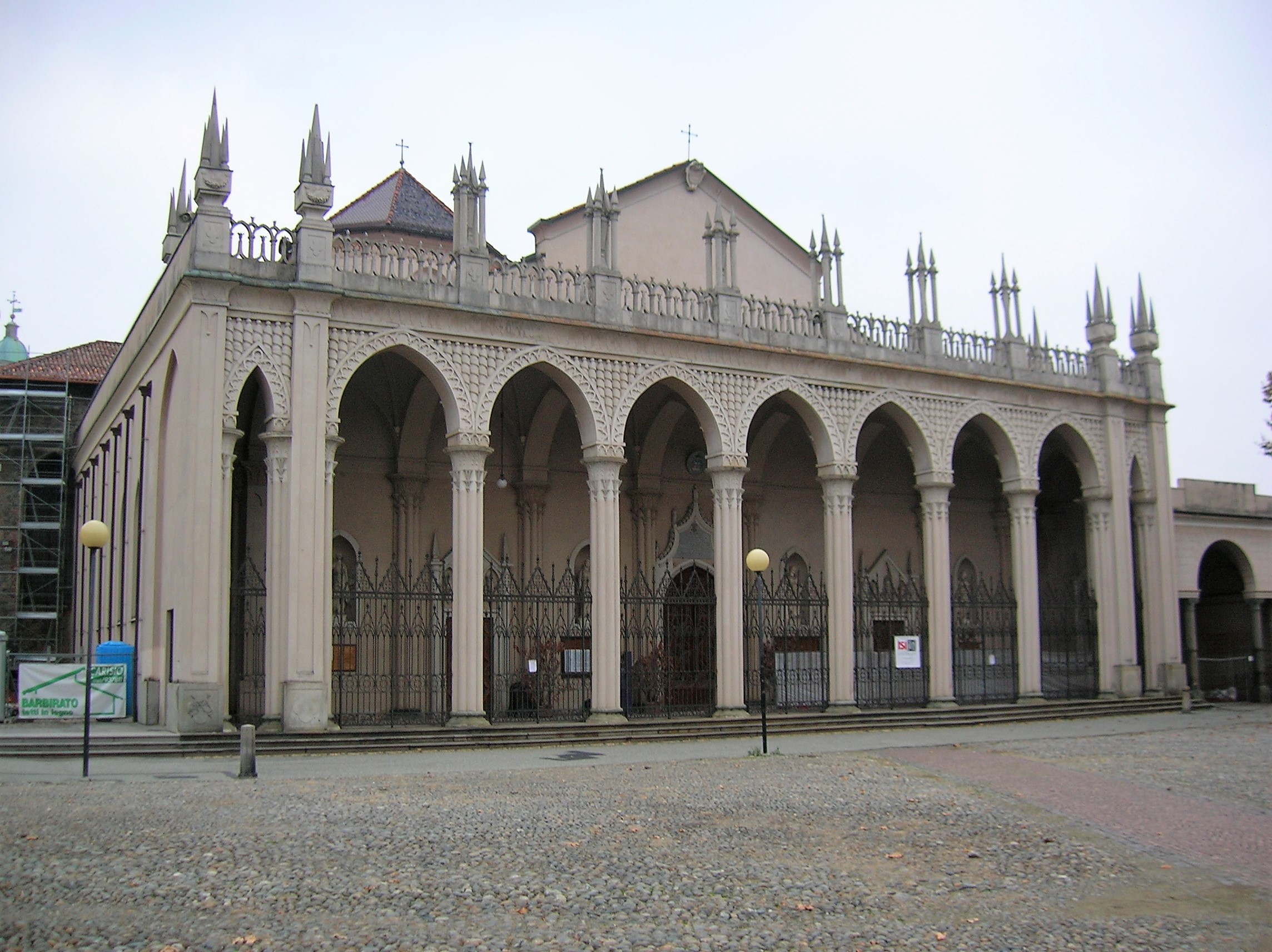
Průčelí katedrály
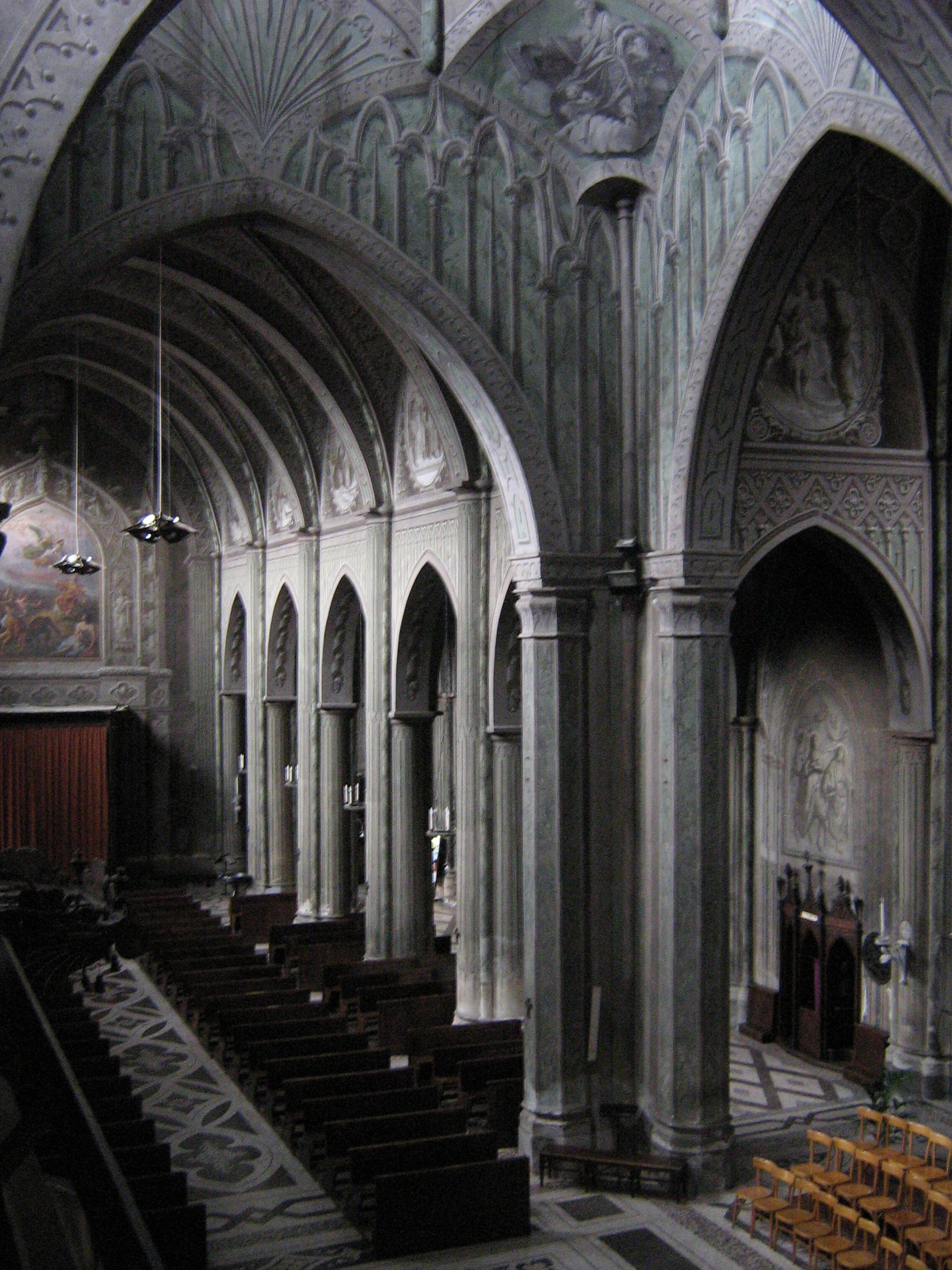
Interiér katedrály
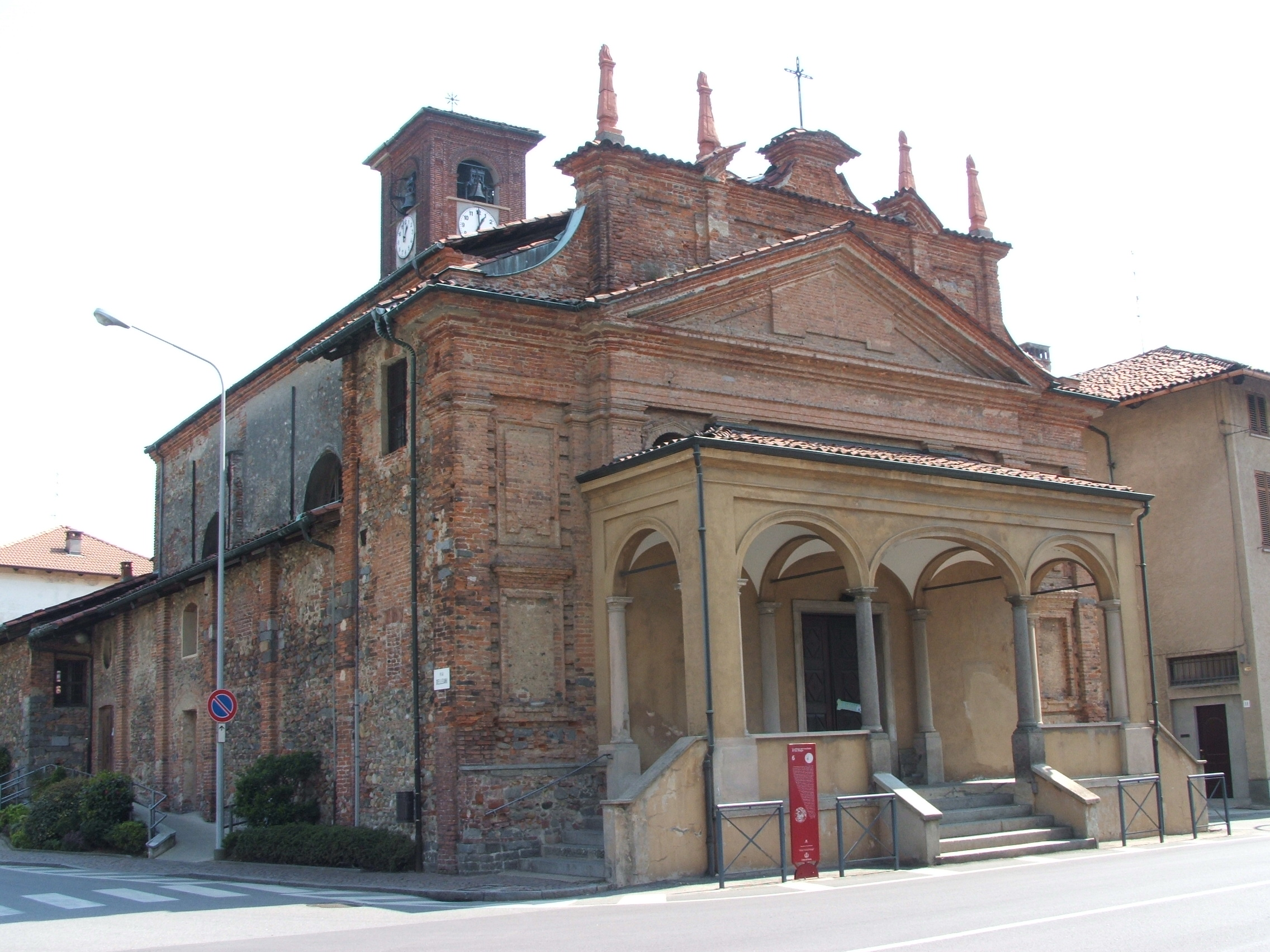
Kostel sv. Blažeje
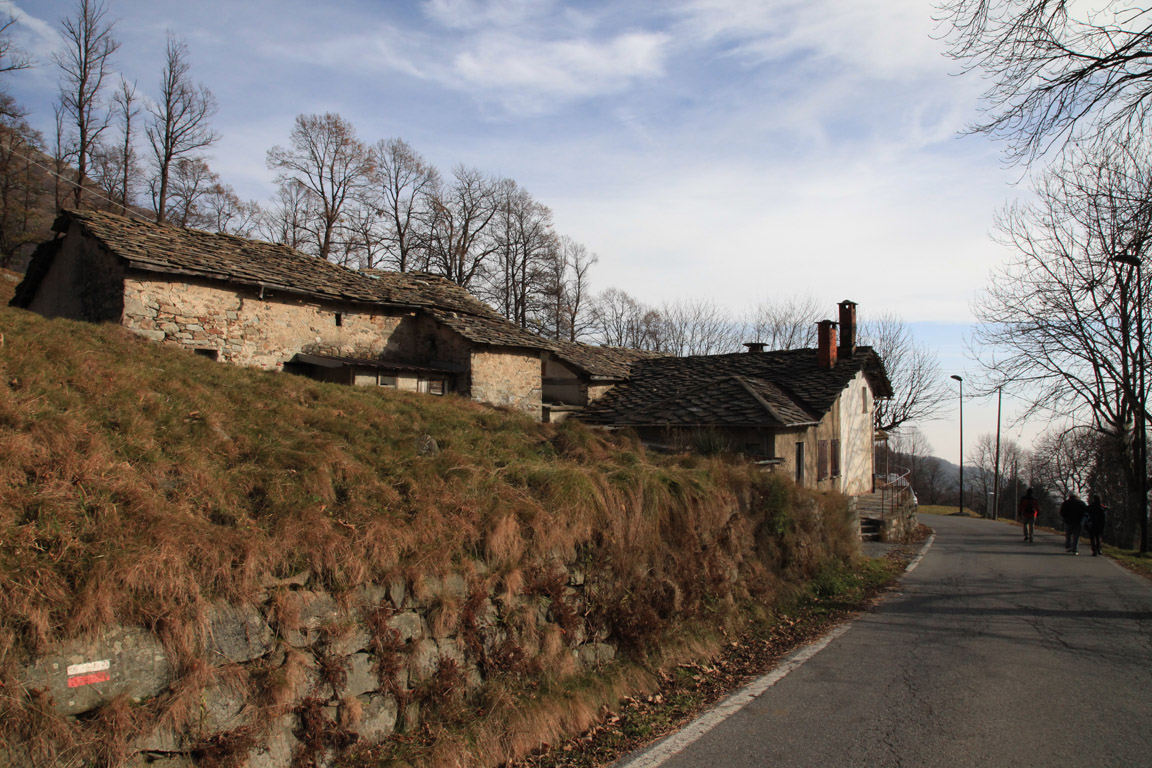
Cesta na Svatou horu
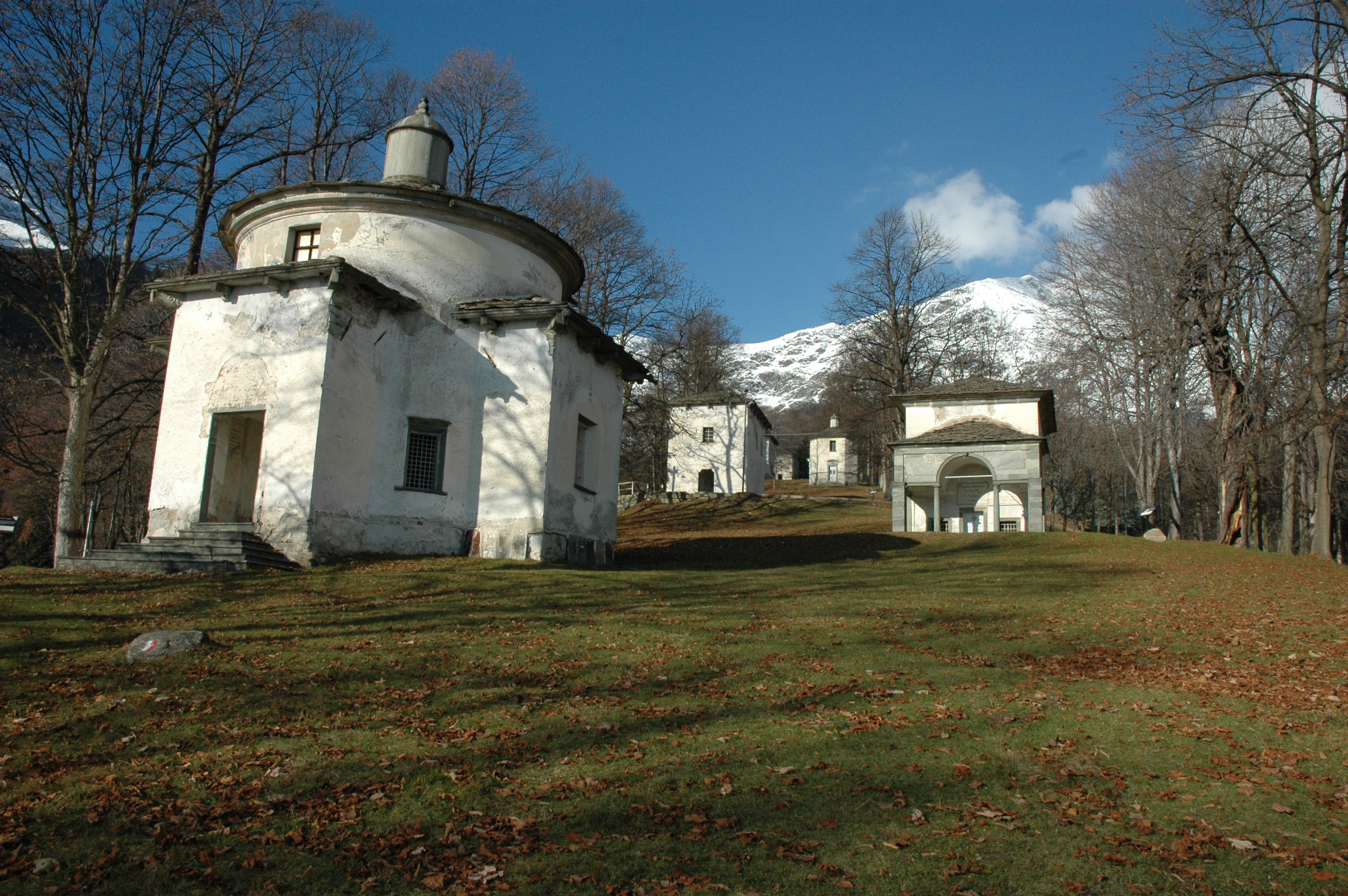
Spodní kaple Kalvárie
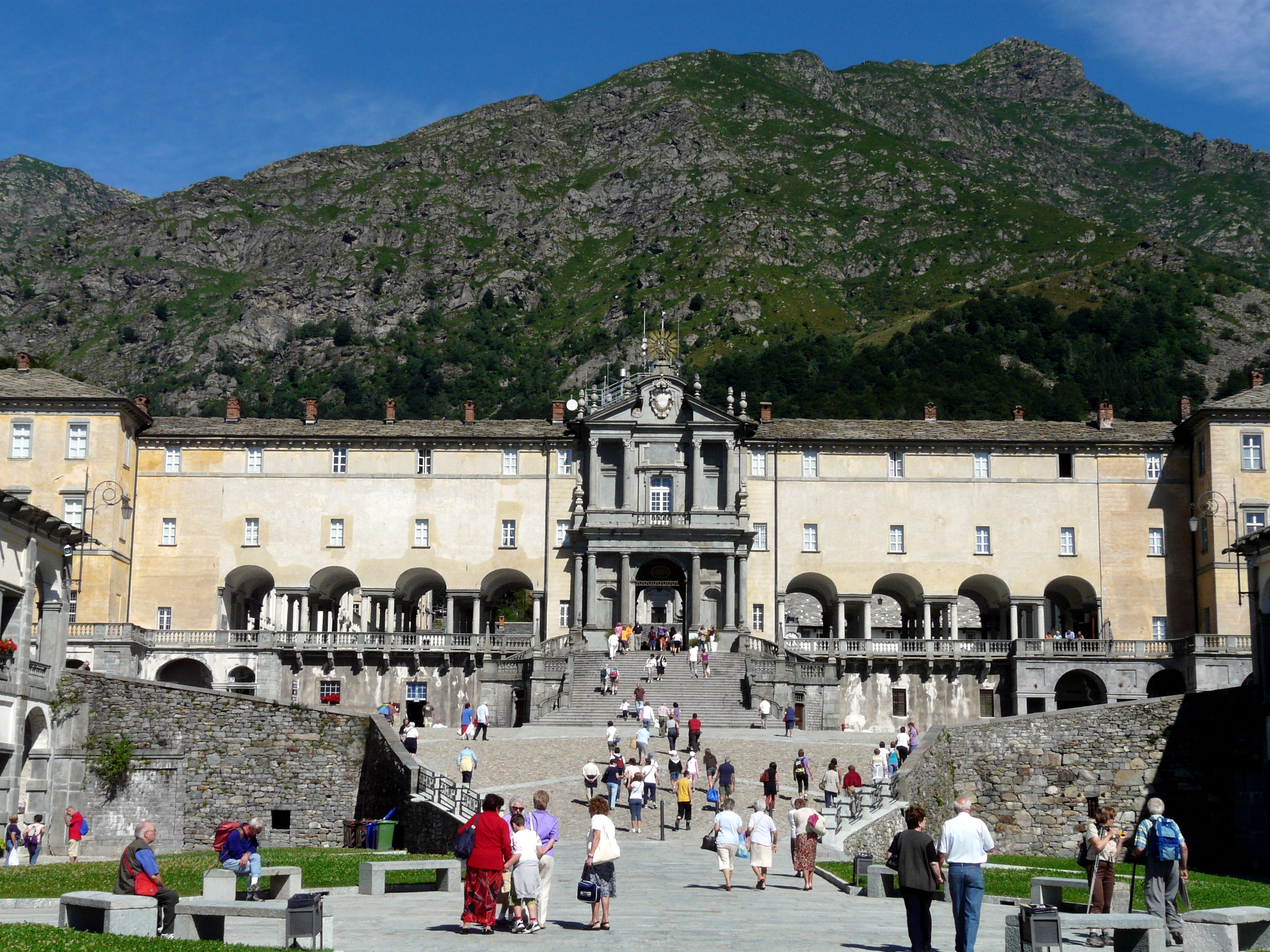
Náměstí Santuario Oropa
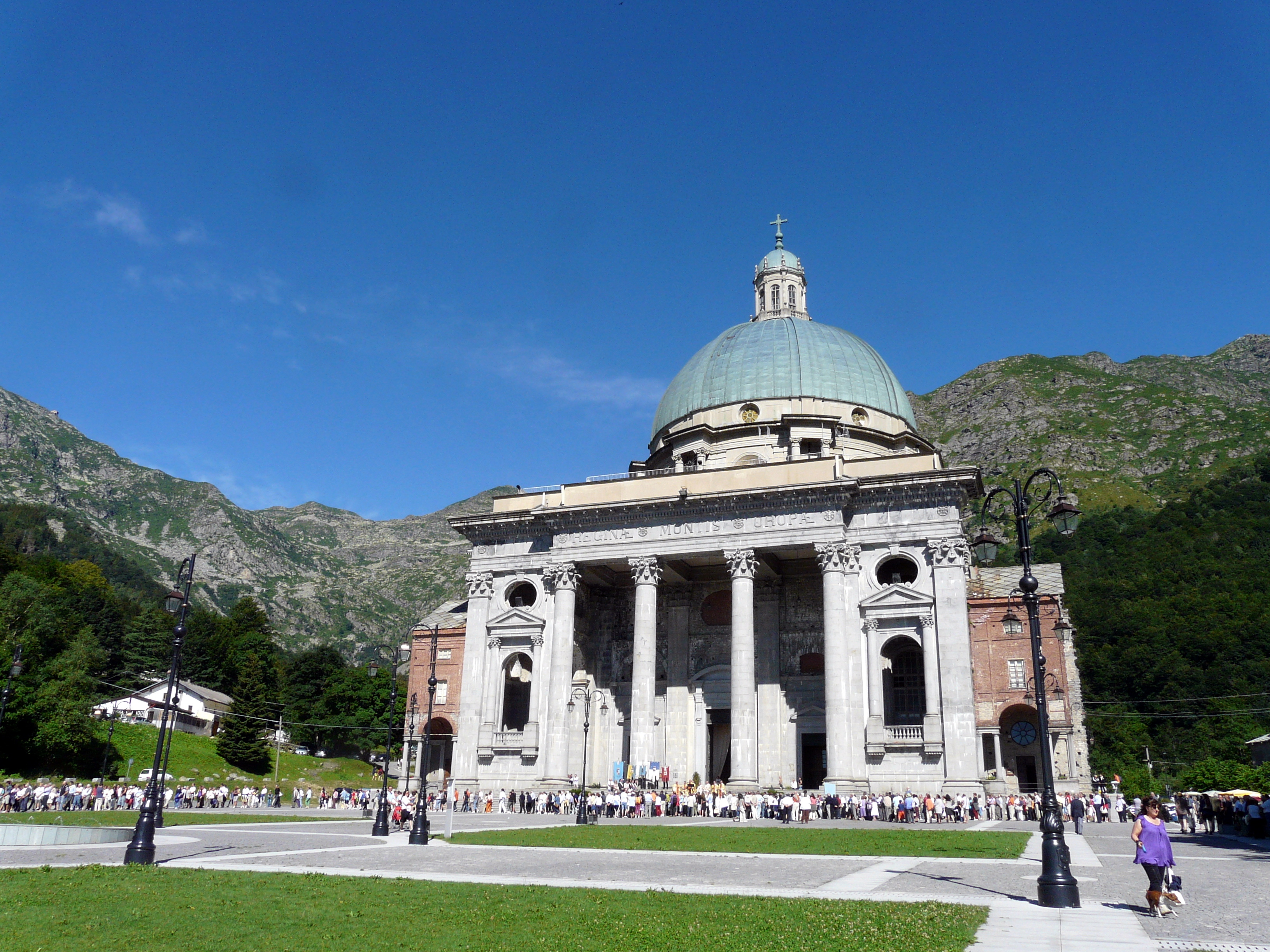
Kostel P. Marie z Oropy
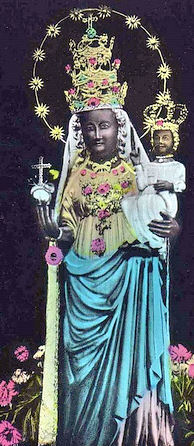
Černá madona